# Occupazione di El-Mergèb
L'occupazione delle alture di El-Mergeb fu un episodio della guerra italo-turca.
Il 26 febbraio 1912 l'incrociatore ausiliario italiano Città di Siracusa svolse un'azione dimostrativa su Zliten aprendo il fuoco contro alcuni fabbricati e simulando uno sbarco per attirare forze ottomane distogliendole così dal teatro di attacco principale. All'alba del 27 tre colonne italiane, appoggiate dal mare dalle artiglierie della R.N. Coatit e poi dell'incrociatore Città di Siracusa, mossero verso il nemico: al centro, l'89º Reggimento fanteria e il battaglione alpini "Mondovì" furono diretti all'attacco dell'altura di El-Mergheb; a sinistra l'8º reggimento bersaglieri ebbe ordine di proteggere il fianco sinistro della colonna principale e concorrere all'attacco; a destra alcune compagnie del 6° e del 37º Reggimento fanteria ebbero come incarico quello di proteggere il fianco destro della colonna centrale.
Iniziato l'assalto un battaglione dell'89º fanteria e il battaglione Mondovì conquistarono la cima del Mergheb trasferendovi alcune batterie da campagna. Respinti i contrattacchi nemici anche con il concorso delle altre colonne, alla fine della giornata l'occupazione fu completa. A presidio delle posizioni rimasero dei soldati dell'8º Reggimento bersaglieri, il battaglione alpini "Mondovì" e alcuni contingenti dell'89°e del 37º fanteria. Le perdite italiane ammontarono a 15 morti e 100 feriti. Tra i caduti il capitano Donato Somma del 6º Fanteria e il capitano Riccardo De Caroli del 1º Reggimento artiglieria da montagna che furono decorati con la medaglia d'oro al valore militare. Le perdite ottomane furono gravissime e stimate in circa 500 morti e numerosi feriti.